# Montenegró a 2022. évi téli olimpiai játékokon
Montenegró a kínai Pekingben megrendezett 2022. évi téli olimpiai játékok egyik részt vevő nemzete volt. Az országot az olimpián 2 sportágban 3 sportoló képviselte, akik érmet nem szereztek.

## Alpesisí
Férfi
| Versenyző       | Versenyszám      | 1. futam | 1. futam | 2. futam | 2. futam | Összesítés | Összesítés |
| Versenyző       | Versenyszám      | Idő      | Hely.    | Idő      | Hely.    | Idő        | Helyezés   |
| --------------- | ---------------- | -------- | -------- | -------- | -------- | ---------- | ---------- |
| Eldar Salihović | Óriás-műlesiklás | 1:18,84  | 47.      | 1:22,70  | 42.      | 2:41,54    | 41.        |
| Eldar Salihović | Műlesiklás       | 1:09,61  | 50.      | 1:02,21  | 39.      | 2:11,82    | 42.        |

Női
| Versenyző      | Versenyszám      | 1. futam      | 1. futam      | 2. futam | 2. futam | Összesítés | Összesítés |
| Versenyző      | Versenyszám      | Idő           | Hely.         | Idő      | Hely.    | Idő        | Helyezés   |
| -------------- | ---------------- | ------------- | ------------- | -------- | -------- | ---------- | ---------- |
| Jelena Vujicic | Óriás-műlesiklás | nem ért célba | nem ért célba | kiesett  | kiesett  | kiesett    | kiesett    |
| Jelena Vujicic | Műlesiklás       | nem ért célba | nem ért célba | kiesett  | kiesett  | kiesett    | kiesett    |

## Sífutás
| Versenyző          | Versenyszám | Idő     | Helyezés |
| ------------------ | ----------- | ------- | -------- |
| Aleksandar Grbovic | 15 km       | 52:44,9 | 93.      |

Sprint
| Versenyző          | Versenyszám         | Selejtező | Selejtező | Negyeddöntő | Negyeddöntő | Elődöntő | Elődöntő | Döntő   | Helyezés |
| Versenyző          | Versenyszám         | Idő       | Hely.     | Idő         | Hely.       | Idő      | Hely.    | Idő     | Helyezés |
| ------------------ | ------------------- | --------- | --------- | ----------- | ----------- | -------- | -------- | ------- | -------- |
| Aleksandar Grbovic | Férfi egyéni sprint | 3:24,12   | 84.       | kiesett     | kiesett     | kiesett  | kiesett  | kiesett | 84.      |